# Weyersheim
Weyersheim  est une commune française, située dans la circonscription administrative du Bas-Rhin et, depuis le 1er janvier 2021, dans le territoire de la Collectivité européenne d'Alsace, en région Grand Est.
Cette commune se trouve dans la région historique et culturelle d'Alsace.

## Géographie

### Localisation
Weyersheim est un village du canton de Brumath situé à 17 km de Strasbourg. Il est traversé par la rivière de la Zorn.

### Communes limitrophes
| Kurtzenhouse | Gries, Bischwiller | Rohrwiller Herrlisheim |
| Bietlenheim  | Weyersheim         | Offendorf              |
| Hœrdt        | Kilstett           | Gambsheim              |

### Hydrographie

#### Réseau hydrographique
La commune est dans le bassin versant du Rhin au sein du bassin Rhin-Meuse. Elle est drainée par la Zorn, le ruisseau le Landgraben, le ruisseau l'Hellergraben, le ruisseau le Giessen, le ruisseau le Kesselgraben, le canal de Derivation de la Zorn, le ruisseau la Vieille Zorn, le ruisseau l'Auegraben, le ruisseau le Brandzisselgraben, le ruisseau le Mostgraben et le ruisseau Waschengraben,.
La Zorn, d'une longueur totale de 96,7 km, prend sa source dans la commune de Walscheid et se jette  dans le canal de la Marne au Rhin à Rohrwiller, après avoir traversé 34 communes.

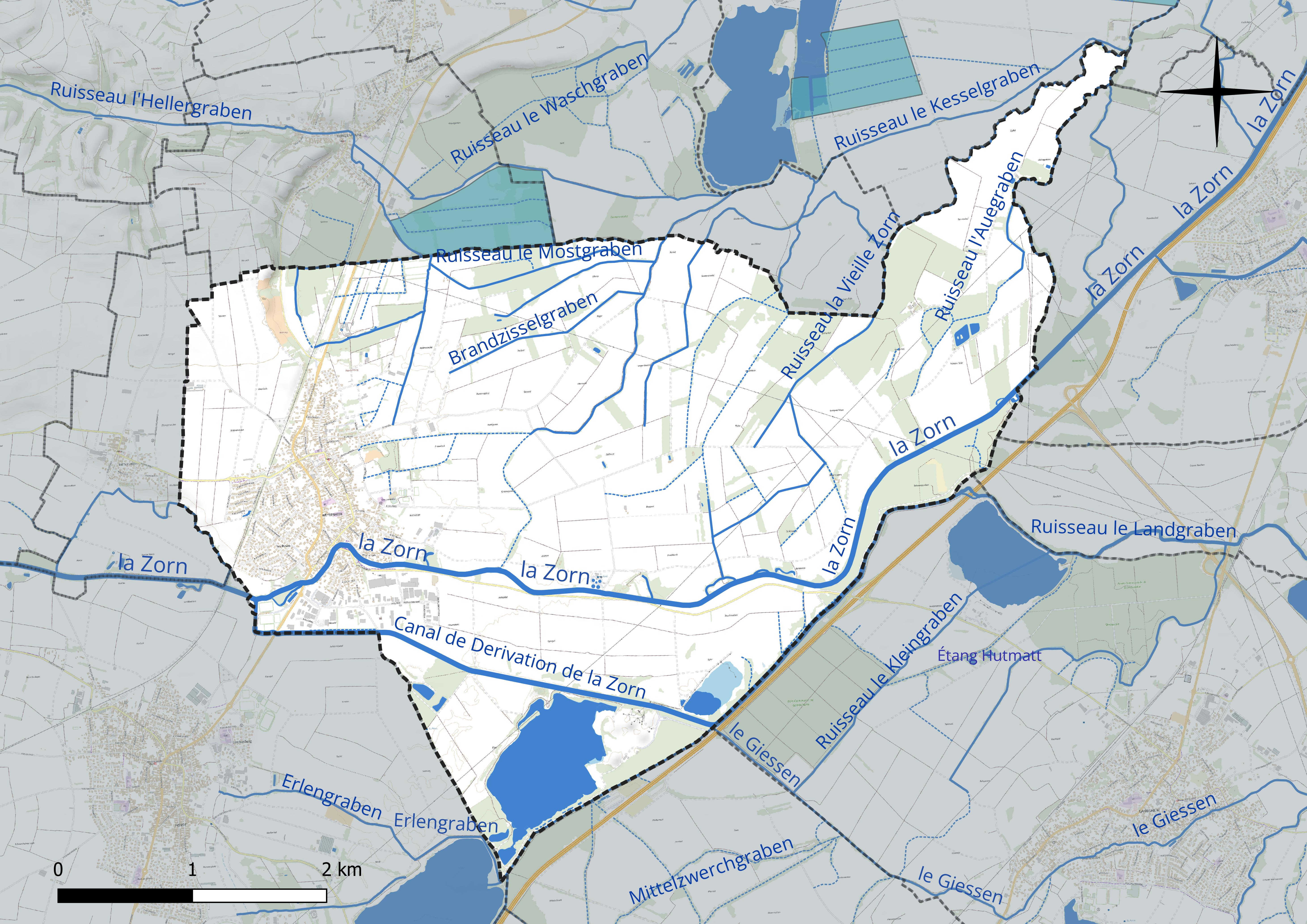
Réseau hydrographique de Weyersheim.

Le Landgraben, d'une longueur de 41 km, prend sa source dans la commune de Berstett et se jette  dans la Moder à Dalhunden, après avoir traversé onze communes.
L'Hellergraben, d'une longueur de 11 km, prend sa source dans la commune de Niederschaeffolsheim et se jette  dans le Kesselgraben sur la commune, après avoir traversé huit communes.

#### Gestion et qualité des eaux
Le territoire communal est couvert par le schéma d'aménagement et de gestion des eaux (SAGE) « Ill Nappe Rhin ». Ce document de planification concerne la nappe phréatique rhénane, les cours d'eau de la plaine d'Alsace et du piémont oriental du Sundgau, les canaux situés entre l'Ill et le Rhin et les zones humides de la plaine d'Alsace. Le périmètre s’étend sur 3 596 km2. Il a été approuvé le 17 janvier 2005. La structure porteuse de l'élaboration et de la mise en œuvre est la région Grand Est.
La qualité des cours d’eau peut être consultée sur un site dédié géré par les agences de l’eau et l’Agence française pour la biodiversité.

### Climat
Pour des articles plus généraux, voir Climat du Grand Est et Climat du Bas-Rhin.
En 2010, le climat de la commune est de type climat des marges montargnardes, selon une étude du Centre national de la recherche scientifique s'appuyant sur une série de données couvrant la période 1971-2000. En 2020, Météo-France publie une typologie des climats de la France métropolitaine dans laquelle la commune est exposée à un climat semi-continental et est dans la région climatique Alsace, caractérisée par une pluviométrie faible, particulièrement en automne et en hiver, un été chaud et bien ensoleillé, une humidité de l’air basse au printemps et en été, des vents faibles et des brouillards fréquents en automne (25 à 30 jours).
Pour la période 1971-2000, la température annuelle moyenne est de 10,7 °C, avec une amplitude thermique annuelle de 17,8 °C. Le cumul annuel moyen de précipitations est de 681 mm, avec 9,1 jours de précipitations en janvier et 10,2 jours en juillet. Pour la période 1991-2020, la température moyenne annuelle observée sur la station météorologique de Météo-France la plus proche, « Waltenheim-sur-zorn », sur la commune de Waltenheim-sur-Zorn à 13 km à vol d'oiseau, est de 11,3 °C et le cumul annuel moyen de précipitations est de 652,2 mm. 
La température maximale relevée sur cette station est de 38 °C, atteinte le 7 août 2015 ; la température minimale est de −14,9 °C, atteinte le 20 décembre 2009,,.
Les paramètres climatiques de la commune ont été estimés pour le milieu du siècle (2041-2070) selon différents scénarios d'émission de gaz à effet de serre à partir des nouvelles projections climatiques de référence DRIAS-2020. Ils sont consultables sur un site dédié publié par Météo-France en novembre 2022.

## Urbanisme

### Typologie
Au 1er janvier 2024, Weyersheim est catégorisée petite ville, selon la nouvelle grille communale de densité à sept niveaux définie par l'Insee en 2022.
Elle appartient à l'unité urbaine de Weyersheim, une unité urbaine monocommunale constituant une ville isolée,. Par ailleurs la commune fait partie de l'aire d'attraction de Strasbourg (partie française), dont elle est une commune de la couronne,. Cette aire, qui regroupe 268 communes, est catégorisée dans les aires de 700 000 habitants ou plus (hors Paris),.

### Occupation des sols
L'occupation des sols de la commune, telle qu'elle ressort de la base de données européenne d’occupation biophysique des sols Corine Land Cover (CLC), est marquée par l'importance des territoires agricoles (85,2 % en 2018), en diminution par rapport à 1990 (86,5 %). La répartition détaillée en 2018 est la suivante : terres arables (66,4 %), zones agricoles hétérogènes (15,5 %), zones urbanisées (8,3 %), eaux continentales (5 %), prairies (2,5 %), forêts (1,5 %), cultures permanentes (0,7 %). L'évolution de l’occupation des sols de la commune et de ses infrastructures peut être observée sur les différentes représentations cartographiques du territoire : la carte de Cassini (XVIIIe siècle), la carte d'état-major (1820-1866) et les cartes ou photos aériennes de l'IGN pour la période actuelle (1950 à aujourd'hui).

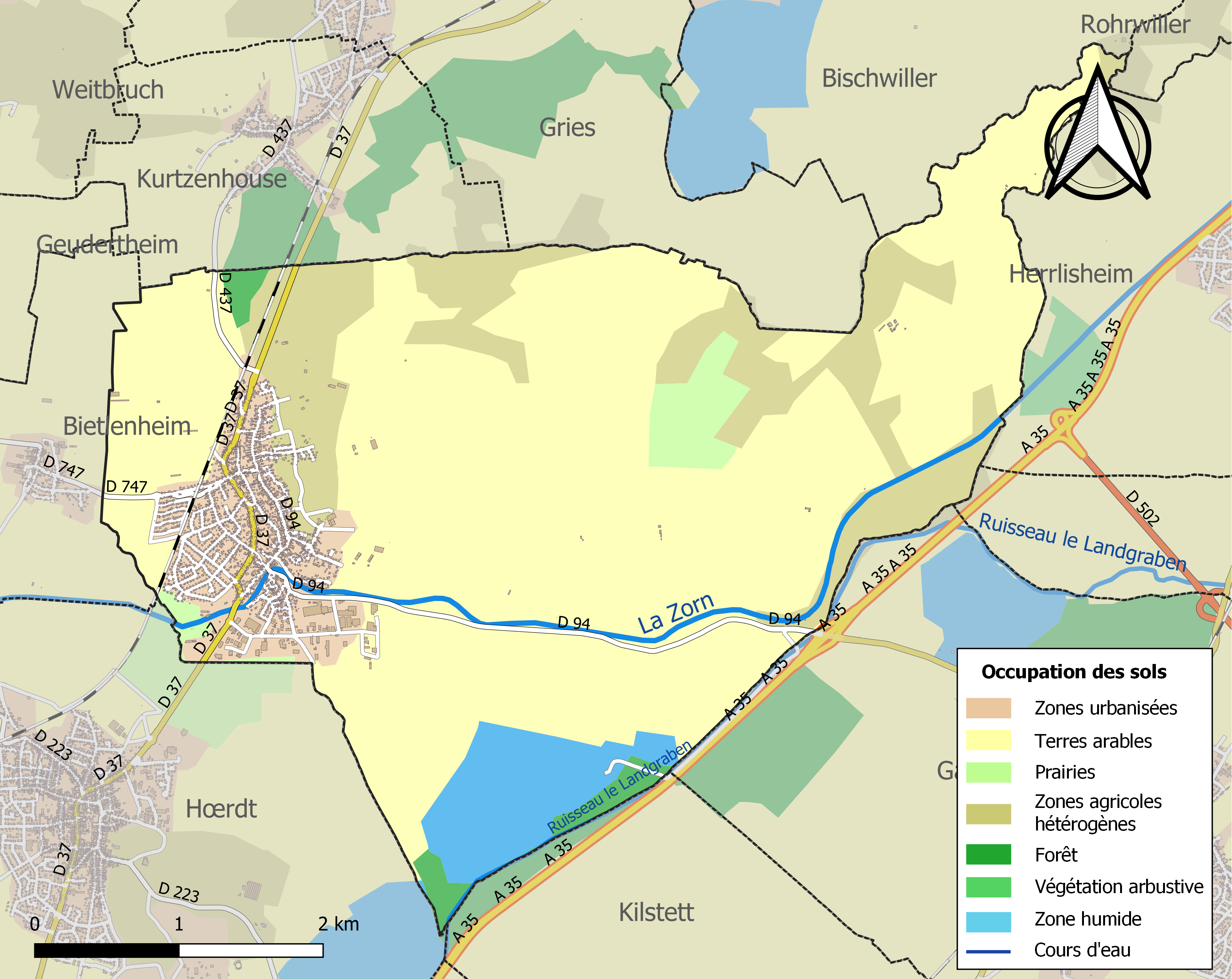
Carte des infrastructures et de l'occupation des sols de la commune en 2018 (CLC).

### Transports
La ligne de chemin de fer Strasbourg-Haguenau qui traverse le village est mise en service en 1855 mais Weyersheim ne disposera d'une station qu'à partir de 1893.

## Toponymie
De l'allemand Wihres (« fossé »), composé avec heim (« village »).
En 1967, le conseil municipal pris la décision d'attribuer une dénomination française aux rues du village. La rue Baldung Grien, en l'honneur du peintre et graveur du XVe siècle, faisait anciennement  partie de l'Allmendgasse Dorfstross

## Histoire
La situation privilégiée de Weyersheim a favorisé l’implantation de populations dès la préhistoire. Romains et Mérovingiens ont laissé des témoignages de leur présence.
Cité pour la première fois en 774 sous le nom de « Uuihereshaim », serait à l’époque un passage pour relier Herrlisheim et Strasbourg village connut de nombreuses tutelles dont celle des évêques de Strasbourg et des comtes de Linange de 1530 à 1789. Incendié et pillé en 1592 durant la guerre des évêques, le village connut les vicissitudes de la guerre de Trente Ans. En 1744, il fut le siège du quartier général des troupes impériales au cours de la guerre dite « des Pandours ».

### Liste des maires

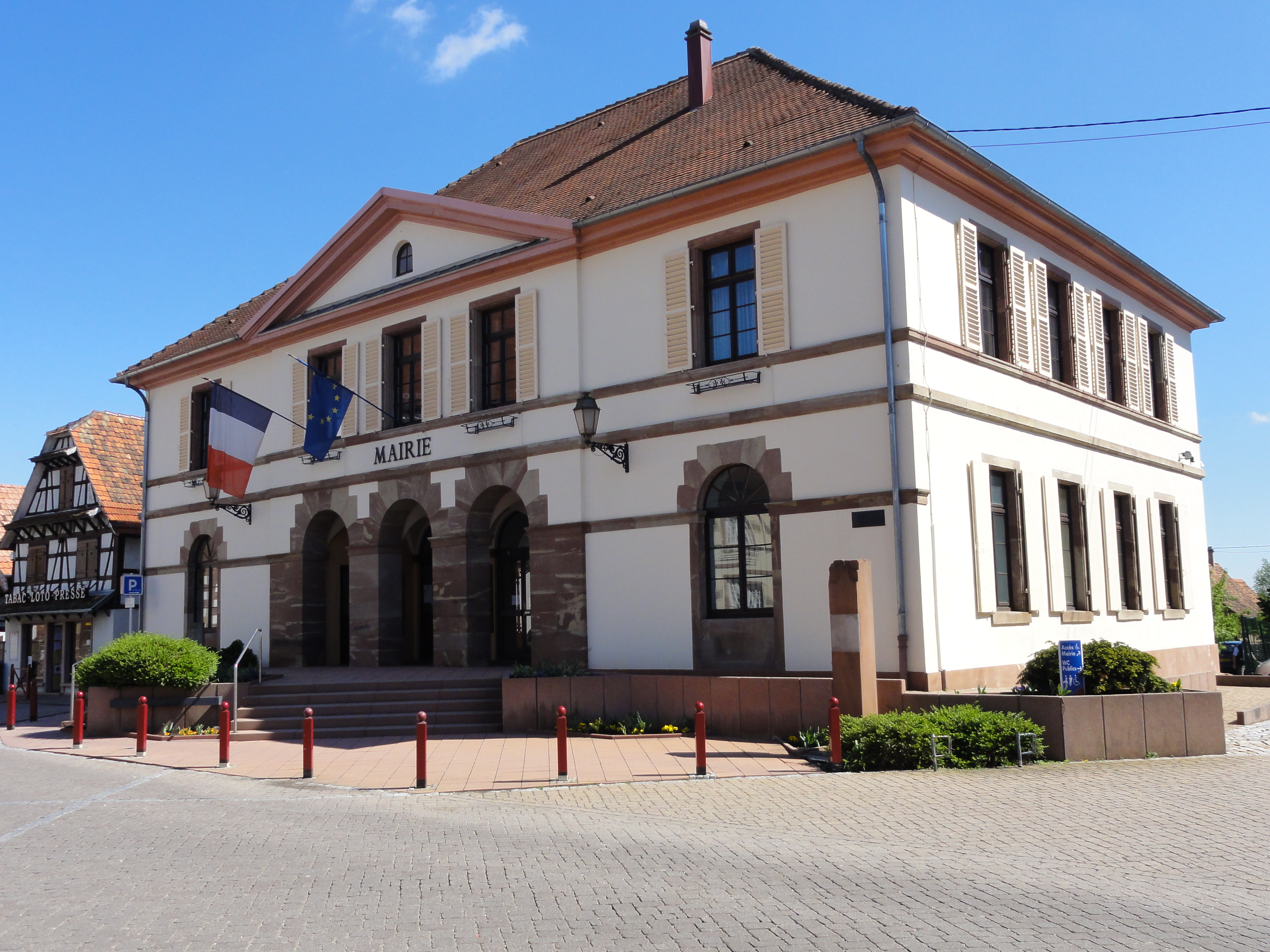
La mairie.

## Politique et administration

### Jumelages
- Rot am See (Allemagne) depuis le 9 septembre 2000, qui se situe dans le Bade Wurtemberg. Une stèle est présente devant la mairie, offerte par la commune allemande[2].

## Population et société

### Démographie
L'évolution du nombre d'habitants est connue à travers les recensements de la population effectués dans la commune depuis 1793. Pour les communes de moins de 10 000 habitants, une enquête de recensement portant sur toute la population est réalisée tous les cinq ans, les populations de référence des années intermédiaires étant quant à elles estimées par interpolation ou extrapolation. Pour la commune, le premier recensement exhaustif entrant dans le cadre du nouveau dispositif a été réalisé en 2004.

En 2022, la commune comptait 3 515 habitants, en évolution de +5,4 % par rapport à 2016 (Bas-Rhin : +3,17 %, France hors Mayotte : +2,11 %).
| 1793  | 1800  | 1806  | 1821  | 1831  | 1836  | 1841  | 1846  | 1851  |
| ----- | ----- | ----- | ----- | ----- | ----- | ----- | ----- | ----- |
| 1 800 | 1 440 | 1 764 | 1 952 | 2 125 | 2 087 | 2 021 | 2 125 | 2 190 |

| 1856  | 1861  | 1866  | 1871  | 1875  | 1880  | 1885  | 1890  | 1895  |
| ----- | ----- | ----- | ----- | ----- | ----- | ----- | ----- | ----- |
| 2 144 | 2 182 | 2 181 | 2 197 | 2 018 | 2 043 | 2 070 | 2 009 | 2 016 |

| 1900  | 1905  | 1910  | 1921  | 1926  | 1931  | 1936  | 1946  | 1954  |
| ----- | ----- | ----- | ----- | ----- | ----- | ----- | ----- | ----- |
| 2 047 | 2 116 | 2 081 | 2 047 | 2 119 | 2 259 | 2 276 | 2 218 | 2 089 |

| 1962  | 1968  | 1975  | 1982  | 1990  | 1999  | 2004  | 2006  | 2009  |
| ----- | ----- | ----- | ----- | ----- | ----- | ----- | ----- | ----- |
| 2 275 | 2 456 | 2 612 | 2 758 | 2 817 | 2 993 | 3 073 | 3 098 | 3 350 |

| 2014  | 2019  | 2022  | - | - | - | - | - | - |
| ----- | ----- | ----- | - | - | - | - | - | - |
| 3 318 | 3 398 | 3 515 | - | - | - | - | - | - |

### Sports
- Football : Le club de football fut fondé en 1920 sous le nom de Société sportive de Weyersheim. Le club proposa par la suite la pratique de l'athlétisme et du basket. Auguste Zilliox en était le président au début des années 1930[2].
- Handball.
- Cyclisme artistique.
- Basket.
- Association de pêche et de pisciculture :  Fondée en 1926 sous le nom de Société de pêche à la ligne de Weyersheim[1].
- Club de tir.

### Associations culturelles
Weyersheim connait depuis plus de 100 ans une vie association très dynamique tant sur le plan sportif que culturel.
- Association 'S Kleenderfel[28] : L'association est créée à la suite de l'achat de la maison 11 rue du Petit Village par la commune en 1988. Elle a pour mission de gérer l'entretien et la rénovation de cette maison, considérée comme la plus ancienne du village. Elle aspire également à promouvoir, partager et faire connaître les traditions et le patrimoine de Weyersheim. De nombreuses actions sont organisées par l'association en ce sens dans les écoles et dans la maison archaïque entre autres[2]. Plusieurs ouvrages sur l'histoire et les traditions du village ont également été publiés par l'association.
- La musique municipale : La société Musique Harmonie Weyersheim est créée le 2 octobre 1908 par Georges Krieger En 1978, elle prend le nom de Musique municipale. Elle anime les fêtes et cérémonies officielles du village, organise un concert annuel et tient une école de musique accessible dès le plus jeune âge[2],[29].
- Théâtre.
- La chorale paroissiale Sainte Cécile.

### Événements et fêtes à Weyersheim
- Deuxième week-end du mois d'octobre : Messti du village.
- Dernier week-end d'août : portes ouvertes au 'S Kleenderfel.
- Marché de Noël sur la place de l'église.

## Culture locale et patrimoine

### Lieux et monuments
- Weyersheim a su garder et remettre en valeur de nombreuses maisons à pans de bois, plus de soixante sont datées. La plus ancienne, située rue du Petit Village est datée de 1621[2]. Propriété de la commune depuis 1988[2], elle a été confiée à l’association ’S Kleenderfel[30] qui s’est fixé comme mission et but de la restaurer et d’y assurer des animations muséographiques et culturelles. Weyersheim compte deux maisons de la Dîme. L’une appartenait aux Princes Évêques de Strasbourg. Datée de 1721, elle est la seule du village à compter trois niveaux d’habitation. L’autre, propriété des Comptes de Linange, se caractérise par un toit à la Mansart abritant un vaste grenier destiné à accueillir les produits livrés au titre de la dîme par les citoyens de leur ressort. Elle est datée de 1726.
- S'Kleenderfel, maison à colombages construite au XVIe siècle. La plus ancienne maison de la commune[31].
- Église Saint-Michel (1784)[32], travaux dirigés par Nicolas-Alexandre Salins dit de Montfort. La construction a débuté le 3 juin 1784 pour s'achever en 1807. Pendant les travaux, en 1785, la tour s'est effondrée, donnant lieu à une modification des plans par un second architecte nommé Reiner[2].
- Chapelle Saint-Wolfgang construite en 1486 à l'entrée sud du village[2] et consacrée en 1488, elle a été détruite pendant la Révolution en 1796[2]. Il subsiste dans l'église paroissiale des œuvres gothiques de la fin du XVe siècle dont une statue de saint Wolfgang[33]

### Galerie

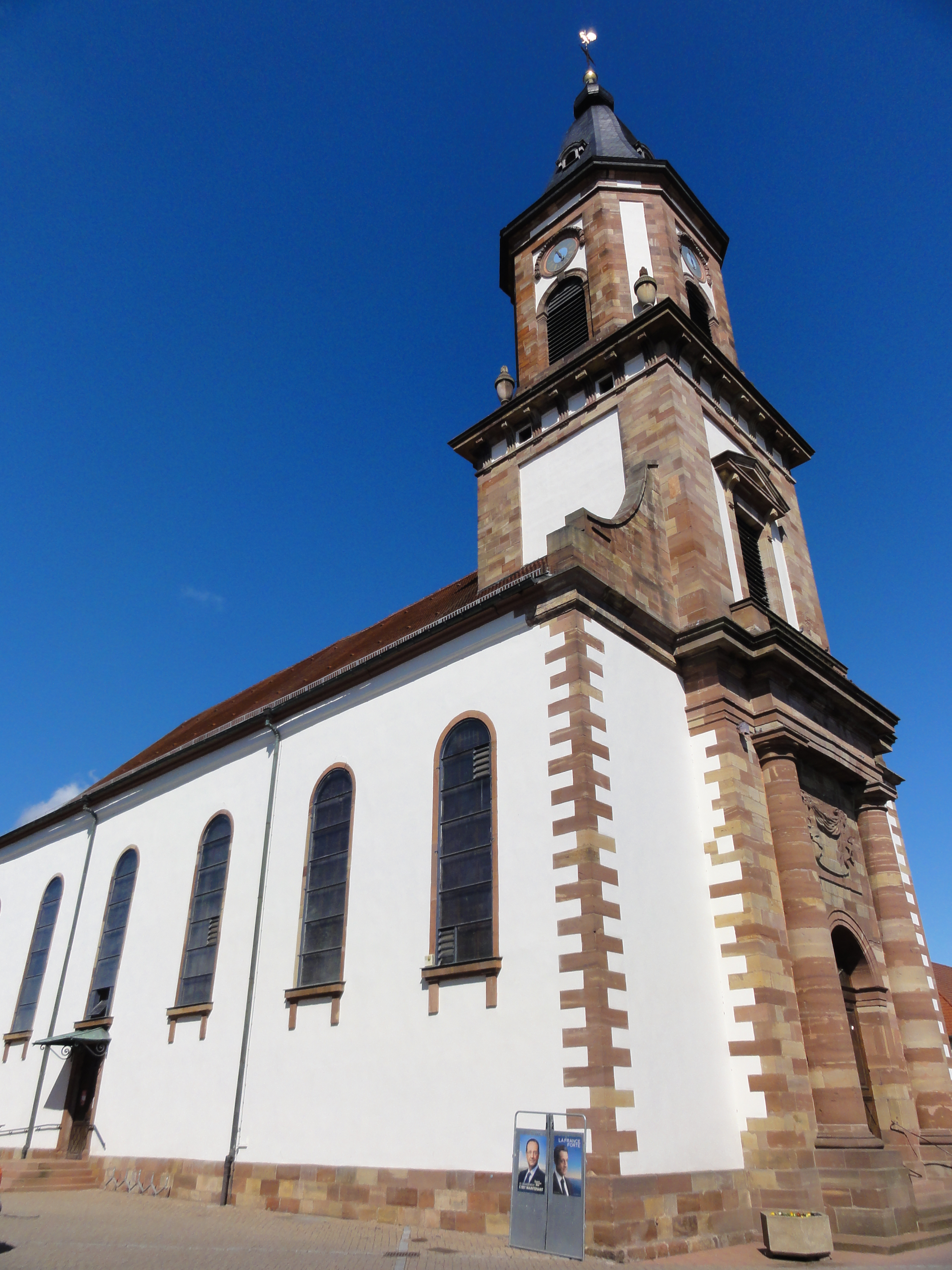
Église Saint-Michel (1784).
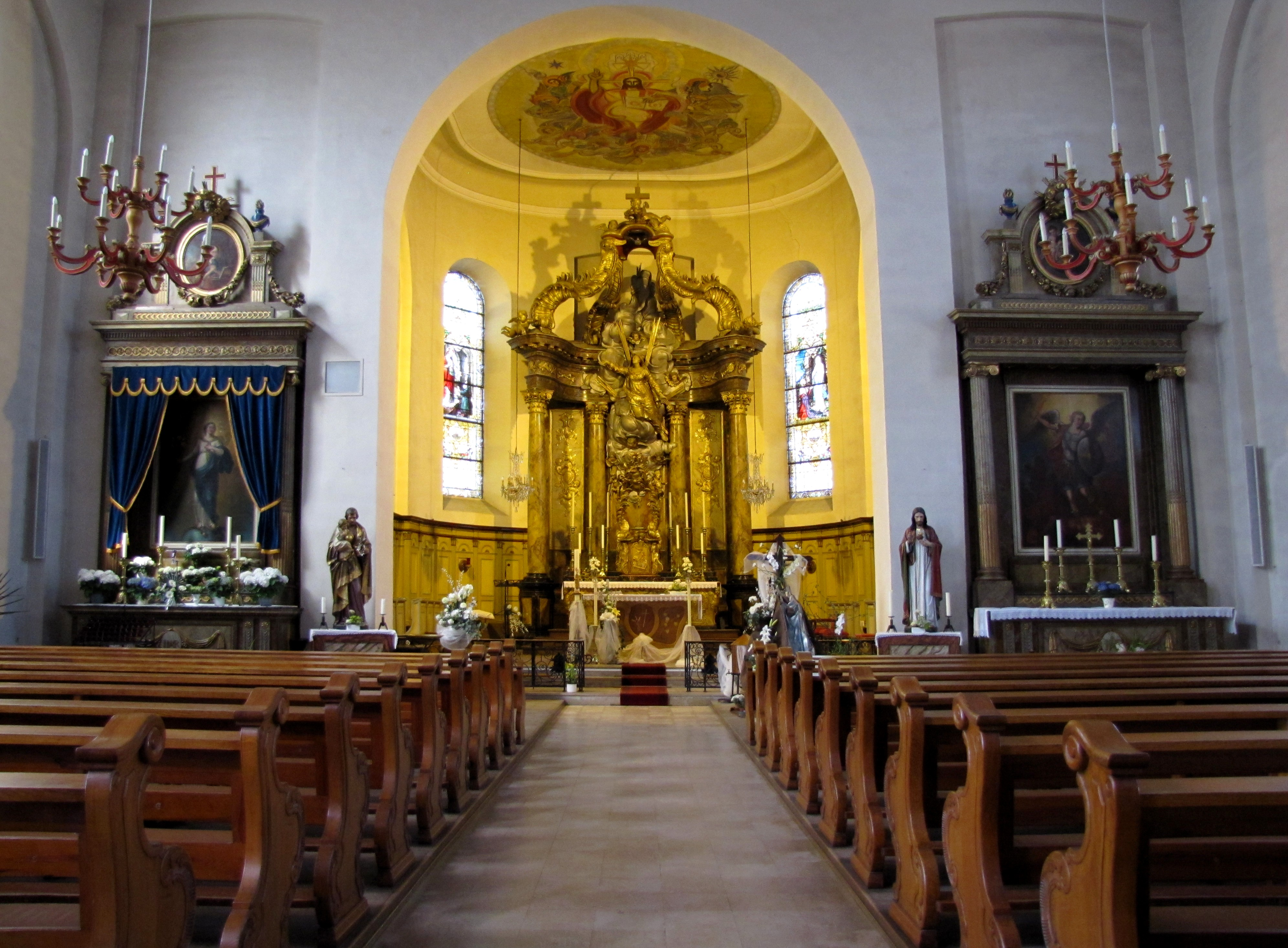
Vue intérieure de la nef vers le chœur avec les autels baroques.
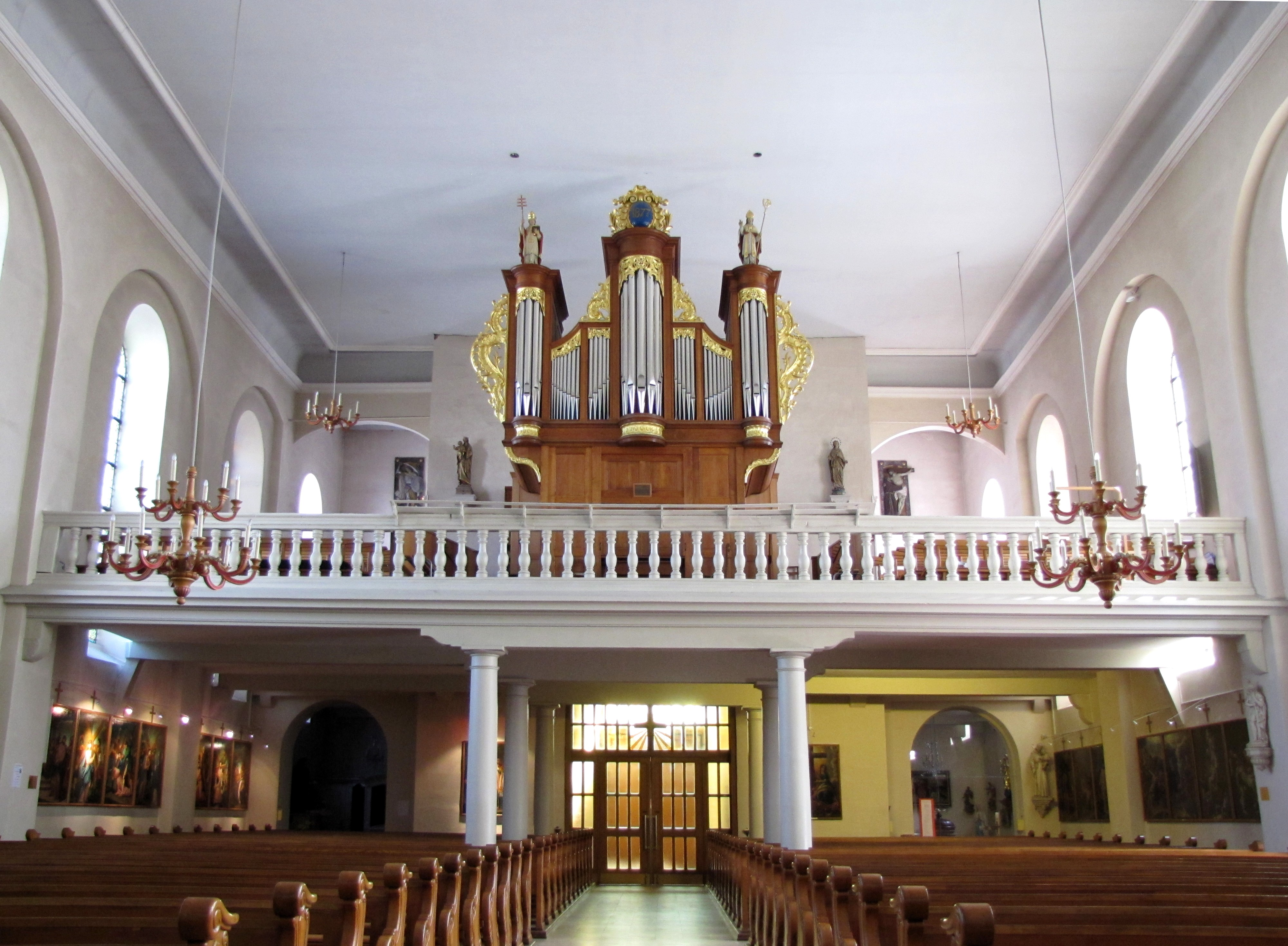
Vue intérieure de la nef vers la tribune de l'orgue Wetzel (1877).
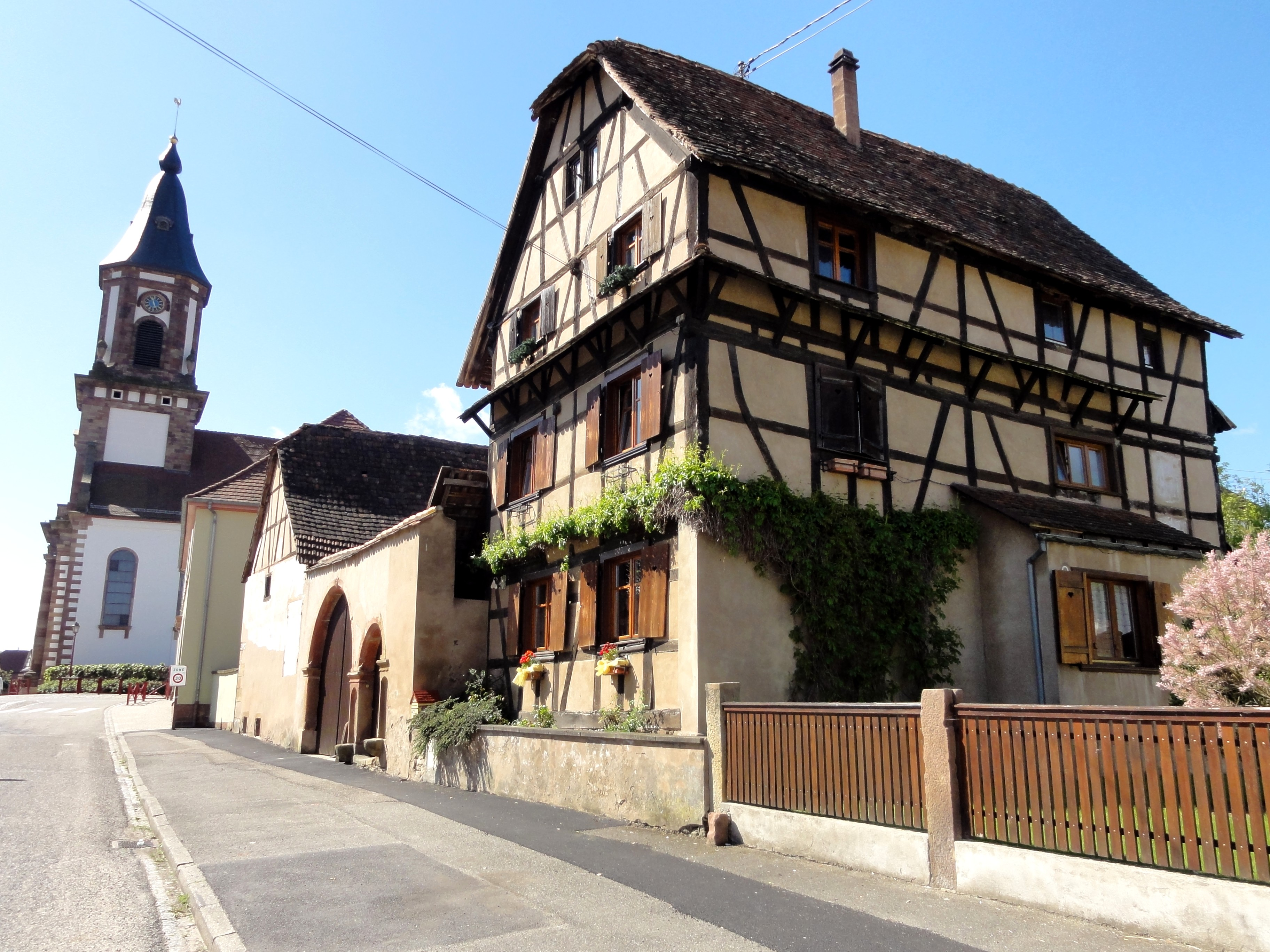
Maison aux dîmes des Linange (1721), 1 rue de la Dîme.
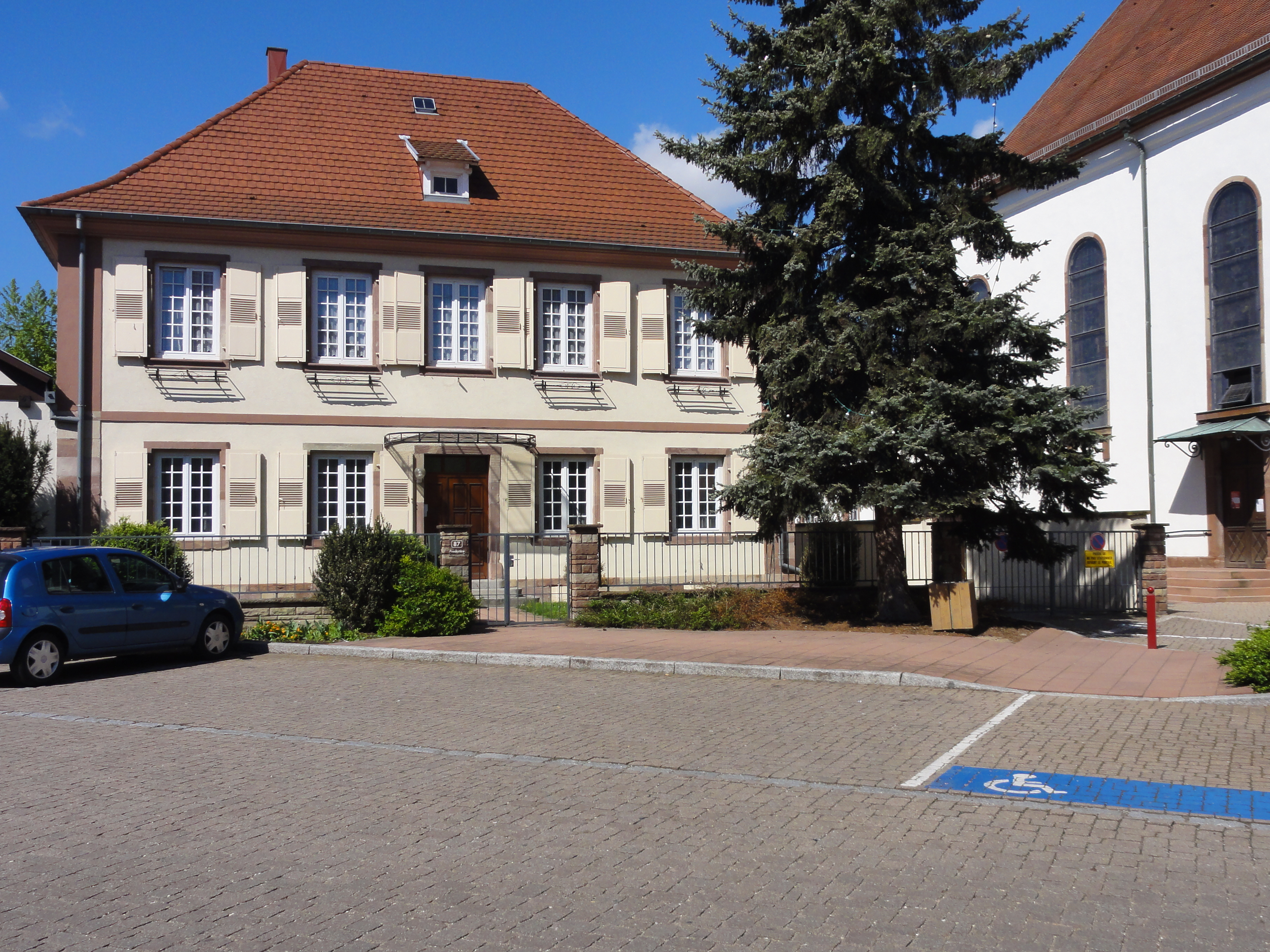
Presbytère (1738), 87 rue Baldung-Grien.
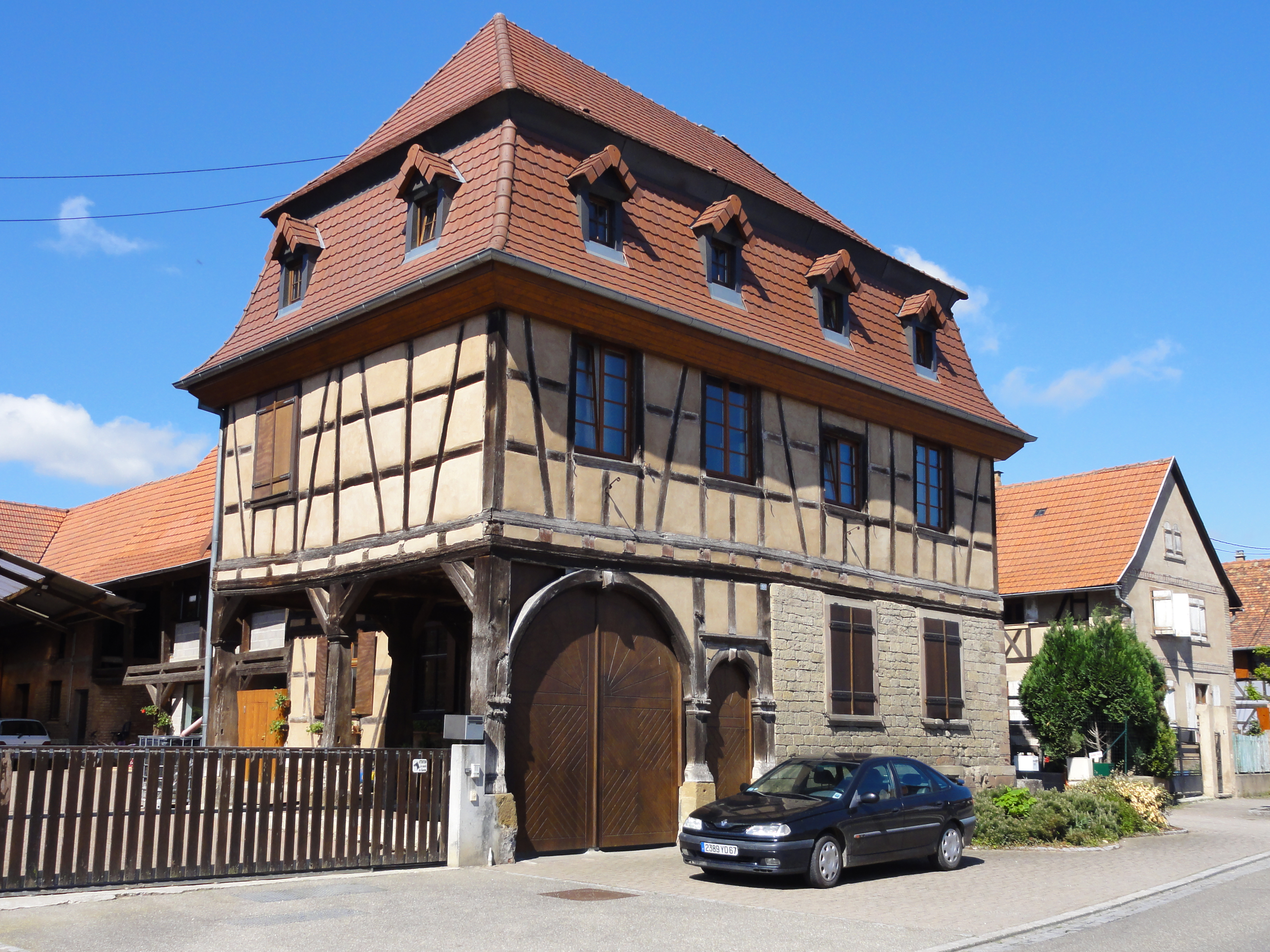
Ferme (1717), 59 rue Baldung-Grien.
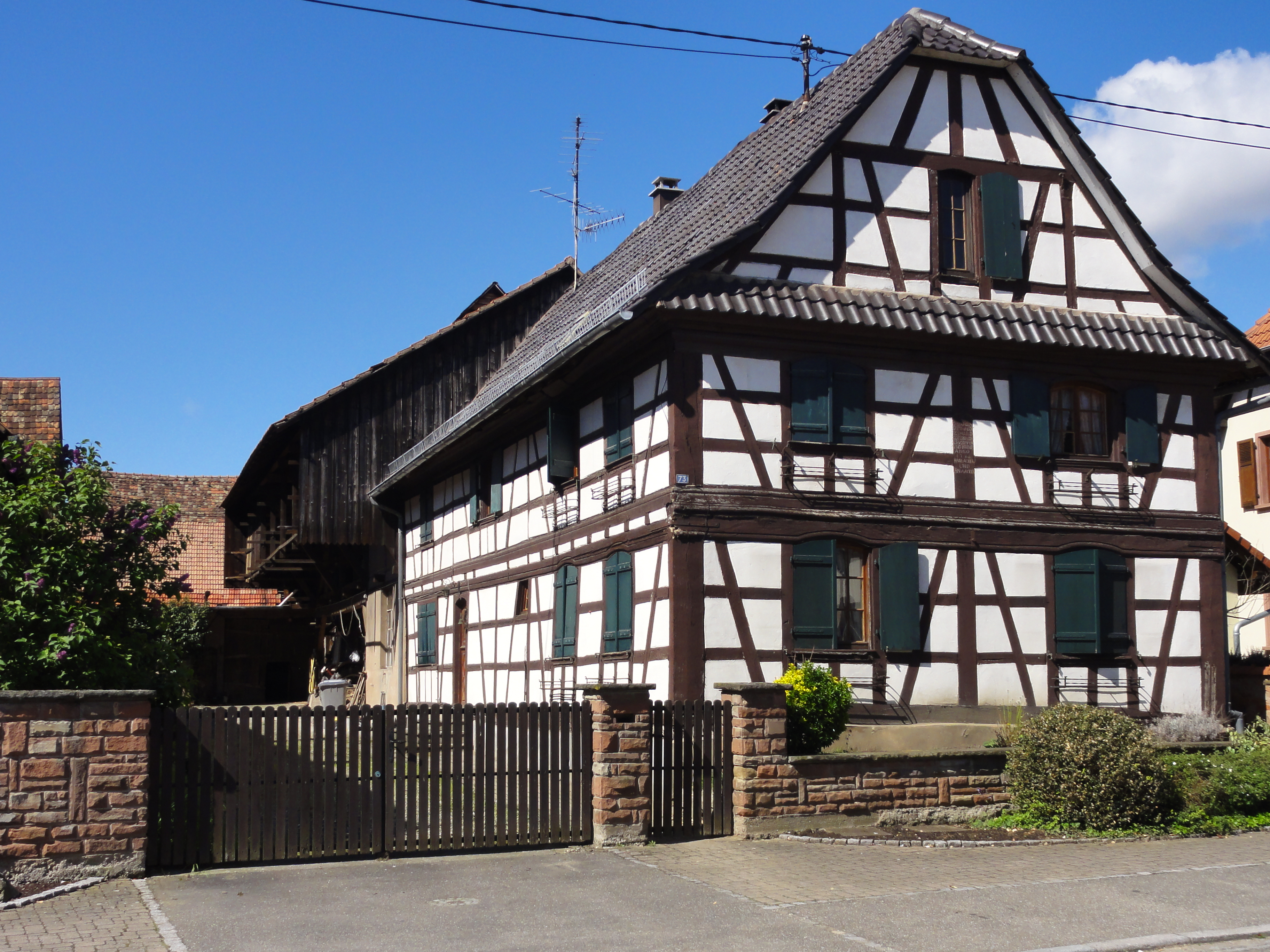
Ferme (1766), 73 rue Baldung-Grien.
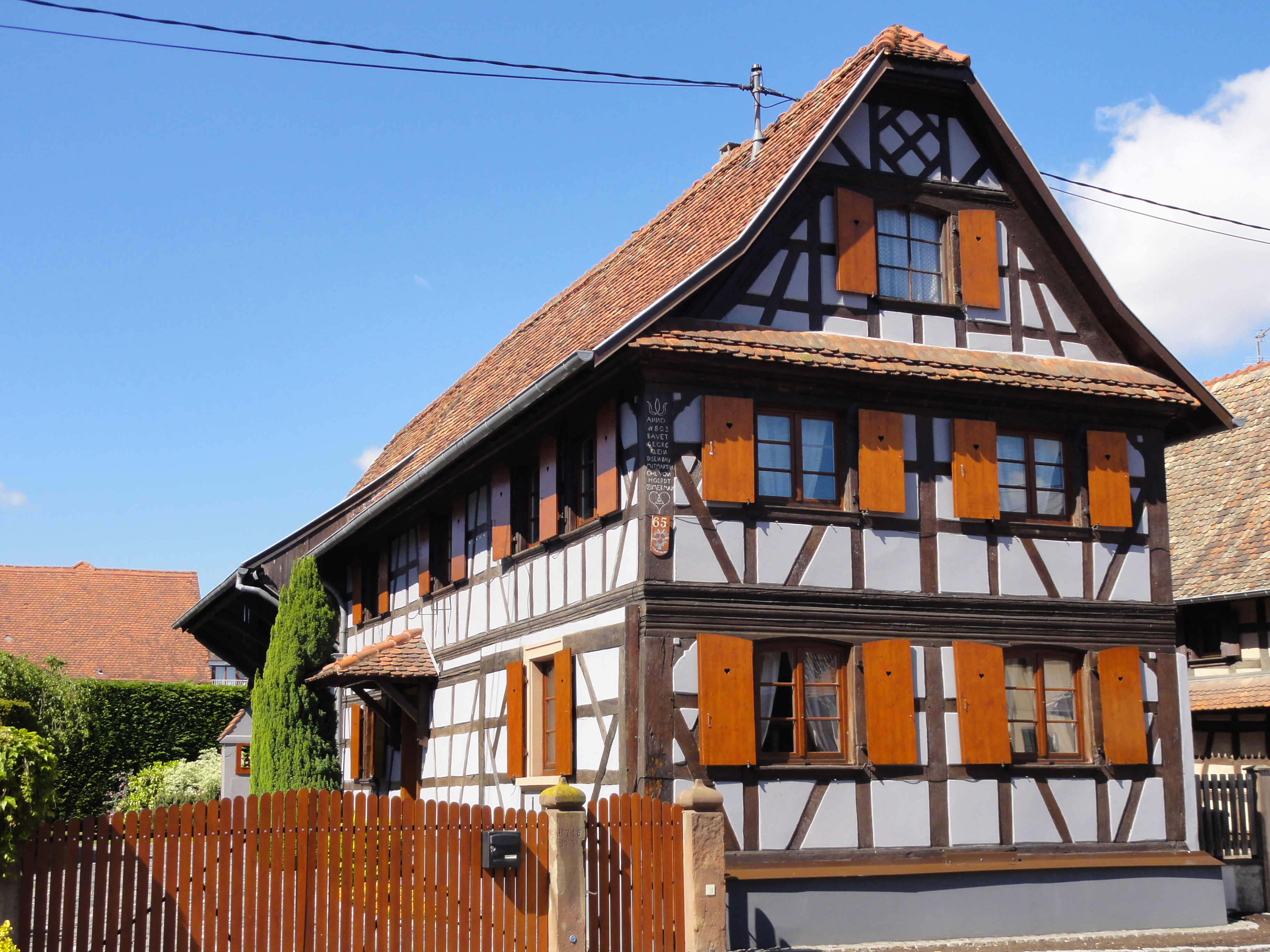
Ferme (1718-1803), 65 rue Baldung-Grien.

### Personnalités liées à la commune
- Hans Baldung Grien (1484-1545), graveur, dessinateur, peintre et vitrailliste de la Renaissance allemande y est né.
- Raymond Hild (1934-2014), footballeur y est né.

### Héraldique
| Blason de Weyersheim | Blason  | D'azur au portail d'église d'or, ouvert du champ, perronné de deux pièces, couvert d'un clocher en pointe sommé d'un coq contourné, le tout d'or. |
| Blason de Weyersheim | Détails | |